# Kalwaria (Pogórze Paczkowskie)
Kalwaria (385 m n.p.m.) – wzniesienie w południowo-zachodniej Polsce, w południowo-wschodniej części Przedgórza Sudeckiego, na Przedgórzu Paczkowskim.
Wzniesienie położone jest w południowo-wschodniej części Przedgórza Sudeckiego, w środkowej części Przedgórza Paczkowskiego, około 2,1 km na południowy zachód od wsi Gierałcice.
Kalwaria jest najwyższym wzniesieniem Przedgórza Paczkowskiego. Wyrasta w kształcie wyraźnie zaznaczonej kopuły, z łagodnymi zboczami. Powierzchnia wierzchowiny jest tak wyrównana, że najwyższy punkt wzniesienia jest trudno rozpoznawalny. Zbocza wzniesienia ponacinane są dolinami małych potoków.
Północne i wschodnie zbocze wzniesienia ponacinane jest dolinami bezimiennych potoków stanowiących dopływy potoku Długosz. Zbocze zachodnie nacinają doliny bezimiennych potoków stanowiących dopływy  potoku Mora.
Podłoże wzniesienia tworzą granity. Szczyt i zbocza wzniesienia pokrywa warstwa młodszych osadów glin, żwirów, piasków i lessów okresu zlodowacenia plejstoceńskiego lub osadami powstałymi w chłodnym, peryglacjalnym klimacie. Partie szczytowe częściowo niewielkimi kępami porasta las liściasty. Pozostałą część partii szczytowej oraz zbocza  wzniesienia zajmują pola uprawne i łąki oraz w niewielkiej części nieużytki. Ciągi drzew i krzaków rosnące na zboczach wyznaczają dawne miedze, polne drogi i doliny potoków. U podnóża wzniesienia, po wschodniej stronie, położona jest rozciągnięta, przygraniczna wieś Gierałcice. Położenie wzniesienia, kształt i płaska część szczytowa, czynią wzniesienie rozpoznawalnym w terenie.
Wzniesienie zaliczane jest do Korony Sudetów Polskich.

## Turystyka
- Najwyższy punkt wzniesienia jest trudny do odnalezienia znajduje się po północnej stronie, kilkadziesiąt metrów od granicy polsko-czeskiej w rejonie znaku granicznego nr II/165.
- Na szczyt wzniesienia nie prowadzą szlaki turystyczne. Na szczyt wzniesienia można dojść ścieżką od Gierałcic prowadzącą wzdłuż granicy państwowej lub ścieżką odchodzącą od czerwonego szlaku turystycznego prowadzącego z Gierałcic do Kałkowa
- Ze zboczy roztaczają się panoramy na okoliczne miejscowości i oddalone pasma górskie